# Onycocaris seychellensis
Onycocaris seychellensis är en kräftdjursart som beskrevs av Bruce 1971. Onycocaris seychellensis ingår i släktet Onycocaris och familjen Palaemonidae. Inga underarter finns listade i Catalogue of Life.